# 山下穗尊
山下穗尊（1982年8月27日—），是日本音樂團體生物股長的吉他手。出生於神奈川縣厚木市，是唯一出生地和成長的地方都在神奈川縣的團員，血型O型。

## 人物

### 來歷
山下穗尊在神奈川縣厚木市出生，名字由來是取自穗高岳以及武尊山。
山下自小學三年級起學習鋼琴，國中的時候開始接觸吉他，啓蒙者是學校老師。
高中就讀神奈川縣立厚木高等學校，認識水野良樹。兩人均希望成爲柚子般被受矚目的團體，因此組成了「生物股長」。其後，同學的妹妹吉岡聖惠也加入。
2021年6月2日，宣布將於同年夏天於生物股長退團兼幕前引退，轉入幕後從事創作活動。

## 演出
電視
- ミュートマ2（神奈川電視台、2017年4月 - ） - 定期逢星期五

電台
- いきものがかり・山下穂尊の上手投げ！！！ラジオ（橫濱FM放送、2016年10月1日 - ）

## 外部連結
- 官方网站
- 山下穗尊的Instagram帳戶